# Епархия Примавера-ду-Лести — Паранатинги
Епархия Примавера-ду-Лести — Паранатинги — епархия Римско-католической церкви c центром в городе Примавера-ду-Лести, Бразилия. Епархия Примавера-ду-Лести — Паранатинги входит в митрополию Куябы. Кафедральным собором епархии Примавера-ду-Лести — Паранатинги является собор святого Кристофера. В городе Паранатинга находится сокафедральный собор святого Франциска Ксаверия.

## История
23 декабря 1997 года Римский папа Иоанн Павел II издал буллу Ecclesia sancta, которой учредил территориальную прелатуру Паранатинги, выделив её из епархий Барра-ду-Гарсаса, Рондонополиса и Синопа.
25 июня 2014 года территориальная прелатура Паранатинги преобразована в епархию Примавера-ду-Лести — Паранатинги, включив часть территории упразднённой епархии Гиратинги.

## Ординарии епархии
- епископ Vital Chitolina, S.C.I. (23.12.1997 — 28.12.2011), назначен епископом Диамантину
  - Sede Vacante (2011—2014)
- епископ Derek John Christopher Byrne, S.P.S. (с 25.06.2014)

## Источник
- Annuario Pontificio, Ватикан, 2007.
- Булла Ecclesia sancta  (лат.)